# 真·女神转生
《真·女神转生》是1992年在日本超级任天堂推出的电子角色扮演游戏。这是女神转生系列第三部作品，也是Atlus製作下第一款自行发行的女神转生游戏。游戏后来移植到PC Engine、Mega-CD、PlayStation、Game Boy Advance、iOS、Android等多个平台。1994年发行的《真·女神转生II》为其后传。

## 玩法
《真·女神轉生》是一款電子角色扮演遊戲，在許多方面類似於早期巫術系列。玩家以第一人稱視角在3D迷宮中移動，而世界地圖採取使用2D第三人稱表示。
戰鬥同樣採用類似巫術的第一人稱視角，玩家最多可以派出六名角色參戰。參戰角色分為人類和惡魔兩類，收集惡魔是遊戲的重要環節之一。玩家可以在戰鬥中和惡魔談話交涉——玩家首先从“友好的”和“威压的”中选择对话态度，并在接下来的交涉中作出选择。如果满足恶魔的要求，他们就会加入玩家队伍成为“仲魔”。虽然仲魔不能升级，但玩家可用两只或三只仲魔合成新的仲魔。
属性是游戏中另一要素，每名角色和恶魔都有Law/Chaos和Light/Dark两组属性，两组属性互相独立构成正交坐标系。Law在游戏中象征守法与秩序，Chaos象征自由与混沌，之间的Neutral象征着平衡。Light象征建设、Dark象征破坏、之间同样存在中庸的Neutral。主人公的Law/Chaos属性会因玩家操作，如击败特定敌人或作出某些选项而改变。主人公无法将此属性相克的恶魔收为仲魔，亦无法召唤相克属性的恶魔参战。Law/Chaos还会影响游戏的情节，如在游戏最后，Law属性的主人公要和Chaos阵营的头目作战，反之亦然，Neutral则要和双方作战。Light/Dark属性影响敌人的出现情况和获得的战利品，例如Light属性的敌人较少与主人公为敌，打倒Dark敌人容易获得MAG。

## 情节
游戏故事从架空的199X年东京吉祥寺开始。在游戏的开始，主人公Hero做了两次不可思议的梦，在第一个梦中他解救了Law Hero和Chaos Hero，第二个梦中，三人救出了一名被献祭的女孩。主人公之后遇到了寻找女友的Law Hero，并救出了被黑社会小泽围殴的Chaos Hero；二人表示也做了类似的梦，并加入了玩家队伍。然而回到家中，主人公发现母亲被恶魔吃掉，复仇后的主人公通过传送设备离开吉祥寺，来到了新宿。
主人公在新宿了解到，自卫队长五岛发动政变封锁了东京，美军则出兵干涉，而民间抵抗力量则和两股势力打游击战。主人公一行发现民间抵抗力量的头领正是Heroine，就在四人相认时，Heroine突然被抓走，广播称她将会被行刑。在营救的途中，主人公遇到小泽，他表示希望趁乱夺取黑社会老大的地位。救出Heroine后，主人公获得伪造的ID卡，得以和五岛与美军大使杜鲁门交涉。双方皆委托主角将对方消灭，主人公可以选择消灭其中一者或两者。但无论玩家选择为何，美军都以东京充满五岛召唤的恶魔为由，发射核武器肃清。Heroine将主人公、Law Hero和Chaos Hero传送到金刚神界，自己则随东京一起毁灭。
三人从金刚神界回到新宿后，发现这里已经是核弹破坏后的第30多年。新宿现由当初的黑社会头目小泽统治，为获得力量，Chaos Hero选择与恶魔合体，并在复仇后离开队伍。东京现由宣扬Law的弥赛亚教和信奉Chaos的盖亚教分别控制。在涩谷，主人公救下了一名被弥赛亚教视为救世主的女孩，发现她正是Heroine的转世，她还保留有前世对主人公等人的记忆。一行人陪伴她前往品川的大教堂洗礼，然而途中Law Hero为保护主人公而牺牲。同时一行人又碰到了立志成为盖亚教救世主的Chaos Hero。在品川的弥赛亚大教堂，一行人发现救世主竟然是转生的Law Hero，他拜托主人公二人消灭东京命运乐园的蛇妖厄客德娜。在途中经过盖亚教的势力范围池袋时，二人被抓捕接受审判。之后因玩家的属性，主角会被无罪释放或Chaos Hero私自放出。
在东京命运乐园，主人公见到已是盖亚教救世主的Chaos Hero，他准备率领盖亚教徒进攻弥赛亚大教堂。厄客德娜则道出弥赛亚大教堂的真相——那实际上是一座方舟，除了被选中的弥赛亚选民能进入方舟外，其他生命都将被神发动的大洪水清洗。之后主人公可以选择消灭厄客德娜、和厄客德娜合作消灭天使，或是同时反抗神魔两侧，无论哪种选择Heroine都会表示支持。尾声因主人公的属性而异：Law属性的最终头目为魔王，结局为主人公被天使册封为新救世主；Chaos属性的最终头目为天使，结局为赞颂混沌的胜利；Neutral属性玩家需要迎战魔王和天使双方，职员表后会有母亲会欢迎主人公回家的情节。而无论哪种结局，Law Hero和Chaos Hero都会在最后的交战中，为维护自己的信念而亡。

## 开发
《真·女神转生》是女神转生系列的第三作，和由南梦宫发行的前两作不同，本作起系列作品都改由Atlus自行发行。和当时角色扮演游戏主流的西方幻想风格不同，本作采用了近未来设定。角色设计继续由参与《女神转生II》的金子一马担任，其后来成为系列最主要的角色设计师。
游戏1992年在超级任天堂平台发行后，移植到大量平台，包括PC Engine Super CD-ROM²、Mega-CD（Sims公司发行）、PlayStation、Game Boy Advance、Virtual Console、PlayStation Network、iOS、Android等。其中iOS版于2014年推出英文化版，标志游戏首次走出日本。

## 评价
游戏超级任天堂版获得《Fami通》36/40的评分，这在当时是非常高的分数。杂志为PC Engine版打出25/40、Mega Drive打出28/40、PlayStation版打出30/40、Game Boy Advance版打出27/40。iOS版最高曾登上日本App Store模拟与角色扮演类的榜单的第二名。